# Phera obtusifrons
Phera obtusifrons är en insektsart som beskrevs av Fowler 1899. Phera obtusifrons ingår i släktet Phera och familjen dvärgstritar. Inga underarter finns listade i Catalogue of Life.